# Pilea boniana
Pilea boniana là loài thực vật có hoa trong họ Tầm ma. Loài này được Gagnep. miêu tả khoa học đầu tiên năm 1928.